# 酒井洋子
酒井 洋子（さかい ようこ、1941年12月11日 - ）は、日本の翻訳家。

## 略歴
東京出身。本姓・金子。日本女子大学英文科卒。ハワイ大学イースト・ウェスト・センター大学院演劇科修士課程修了。
文学座、テアトル・エコーなどで、ニール・サイモンをはじめとする舞台の演出を手がけるかたわら、小説、ノンフィクション、児童書などの翻訳を手がける。第12回湯浅芳子賞受賞。

## 翻訳
- 『考える英会話 puzzle dialogs 第2部』（ドン・ポームズ、研究社出版） 1975
- 『ハリウッドのピーターパンたち 黄金時代の子役スター物語』（ディック・モーア、早川書房） 1987
- 『おやすみ、母さん』（マーシャ・ノーマン、劇書房） 1988
- 『恋をしては失って』（エリノア・リプマン、早川書房） 1988
- 『悪いこと』（メアリー・ゲイツキル、早川書房） 1989
- 『愛の選択』（マーティ・ラインバック、早川書房） 1990、のち文庫
- 『絵を描く女』（リンダ・グレイ・セクストン、晶文社） 1990
- 『見つかっちゃった』（エリノア・リプマン、早川書房） 1991
- 『太った女、やせた女』（メアリー・ゲイツキル、早川書房） 1993
- 『オレアナ』（デビッド・マメット、劇書房） 1994
- 『ルアン先生にはさからうな』（ルアン・ジョンソン、ハヤカワ文庫） 1995
- 『ルアン先生はへこたれない』（ルアン・ジョンソン、ハヤカワ文庫） 1996
- 『こころのチキンスープ 3 誇り高き人生』（ジャック・キャンフィールド, マーク・ビクター・ハンセン編著、ダイヤモンド社） 1996、のち小学館文庫
- 『こころのチキンスープ 7 夢中になれるものありますか?』（ジャック・キャンフィールド, マイーダ・ロジャーソン, ティム・クラウス, マーク・ビクター・ハンセン, マーティン・ラッテ共編著、ダイヤモンド社） 1998
- 『こころのチキンスープ 12 みんな誰かを愛してる』（ジャック・キャンフィールド, マーク・V・ハンセン編著、ダイヤモンド社） 2000
- 『幽霊船から来た少年』（ブライアン・ジェイクス、早川書房） 2002
- 『リビング・ヒストリー ヒラリー・ロダム・クリントン自伝』（早川書房） 2003、のち文庫
- 『海賊船の財宝』（ブライアン・ジェイクス、早川書房） 2004
- 『アクターズ・スタジオ・インタビュー 名司会者が迫る映画人の素顔』（ジェイムズ・リプトン、早川書房） 2010
- 『ダイアン・キートン自伝 あの時をもう一度』（早川書房） 2014

### ニール・サイモン関連
- 『ニール・サイモン戯曲集 1』（鈴木周二共訳、早川書房） 1984
- 『ニール・サイモン戯曲集 2』（鳴海四郎, 福田陽一郎, 青井陽治共訳、早川書房） 1984
- 『ニール・サイモン戯曲集 3』（安西徹雄, 福田陽一郎, 鳴海四郎共訳、早川書房） 1985
- 『ニール・サイモン戯曲集 4』（鳴海四郎共訳、早川書房） 1988
- 『ニール・サイモン戯曲集 5』（早川書房） 1993
- 『書いては書き直し ニール・サイモン自伝』（早川書房） 1997
- 『ニール・サイモン自伝 第二幕』（早川書房） 2001
- 『ニール・サイモン 1 (おかしな二人)』（ハヤカワ演劇文庫） 2006
- 『ニール・サイモン 2 (サンシャイン・ボーイズ)』（ハヤカワ演劇文庫） 2007
- 『ニール・サイモン戯曲集 6』（早川書房） 2008